# 記憶體資料寄存器
記憶體資料寄存器（英語：Memory Data Register，縮寫：MDR）是電腦控制單元中的寄存器，寄存了將要寫入到電腦儲貯（例如：RAM）的數據，或由電腦儲貯讀取後的數據。它就像緩衝器，持有從記憶體複製的數據，以準備給處理器使用。
記憶體資料寄存器是微程序與電腦資料儲存（computer data storage）之間的一個微小介面的其中一半，而另一半則是記憶體位址暫存器（memory address register）。